# علاقات بلغاريا الخارجية

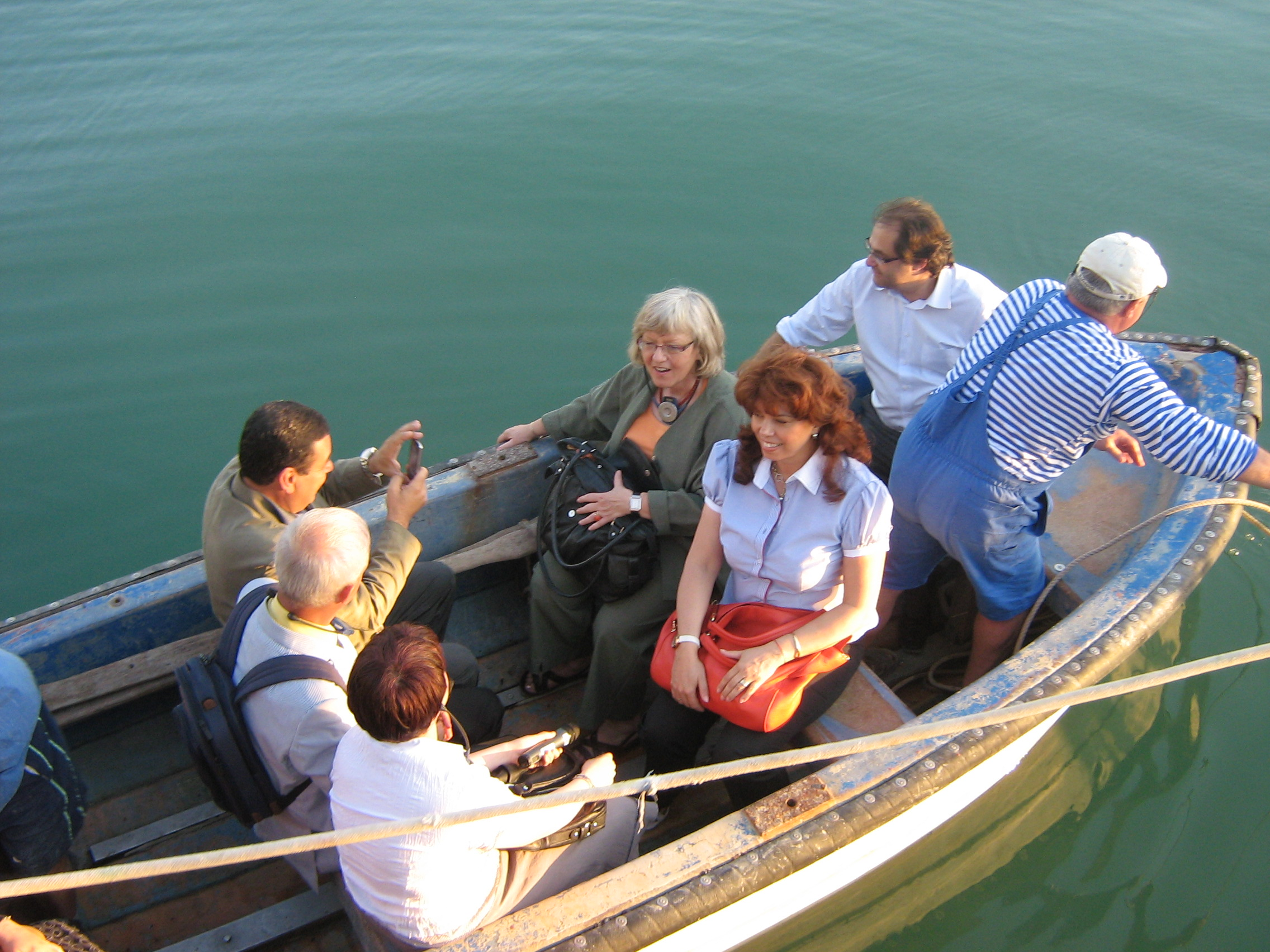
البحر الأسود في عام 2011، إليانا إيوتوفا، العلاقات الدولية لبلغاريا، شعب بلغاريا في عام 2011

تقع جمهورية بلغاريا في جنوب شرق أوروبا، وهي عضو في كل من (حلف شمال الأطلسي) الناتو (منذ عام 2004) والاتحاد الأوروبي (منذ عام 2007). تربط بلغاريا علاقات دبلوماسية مع 181 دولة.
تتمتع بلغاريا عمومًا بعلاقات خارجية جيدة مع جيرانها، وأثبتت أنها قوة بناءة في المنطقة في ظل الحكومات الاشتراكية والديمقراطية على حد سواء. استضافت بلغاريا اجتماع وزراء خارجية جنوب شرق أوروبا في يوليو 1996، ومؤتمر منظمة الأمن والتعاون في أوروبا حول التعاون في البحر الأسود في نوفمبر 1995 لتعزيز الاستقرار الإقليمي. شاركت بلغاريا أيضًا في اجتماع وزراء دفاع جنوب البلقان لعام 1996 في ألبانيا، وهي نشطة في المبادرة التعاونية لجنوب شرق أوروبا. كانت بلغاريا جزءًا من تنسيق بي 9 منذ تأسيسه في عام 2015، وهي مجموعة فرعية من دول الناتو في أوروبا الشرقية.
تُعد اليونان ورومانيا الحليفتين الرئيسيتين لبلغاريا، وتحافظ بلغاريا على علاقات جيدة مع صربيا وبقية دول البلقان. تلعب جمهورية مقدونيا دورًا مهمًا في السياسة البلغارية الخارجية والداخلية بسبب الروابط التاريخية والعرقية والثقافية.

## التاريخ
سعت بلغاريا إلى ترتيبات تعاونية اقتصادية مع ألمانيا، وإيطاليا، وفرنسا، والبرتغال وإسبانيا بعد انهيار الشيوعية في أوروبا الشرقية في عام 1989؛ فضلًا عن التعاون العسكري مع رومانيا واليونان وتركيا. بدأت بلغاريا في تخفيف حدة التوترات مع خصمها التاريخي صربيا.
تسعى بلغاريا إلى إقامة علاقة متبادلة المنفعة مع روسيا، بسبب العلاقات التاريخية والثقافية والاقتصادية الوثيقة، والتي تعتمد عليها إلى حد كبير في إمدادات الطاقة.
دخلت اتفاقية شراكة بلغاريا مع الاتحاد الأوروبي حيز التنفيذ في عام 1994؛ وتقدمت بلغاريا رسميًا بطلب للحصول على العضوية الكاملة في الاتحاد الأوروبي في ديسمبر 1995. دُعيَت بلغاريا خلال قمة الاتحاد الأوروبي عام 1999 في هلسنكي لبدء محادثات العضوية مع الاتحاد؛ وأصبحت رسميًا عضوًا في الاتحاد الأوروبي في 1 يناير 2007. انضمت بلغاريا في عام 1996 إلى اتفاق فاسينار الذي يضبط صادرات الأسلحة والتكنولوجيا الحساسة إلى البلدان المعنية، وقُبِلت عضويتها في منظمة التجارة العالمية. تُعد بلغاريا عضوًا في لجنة زانغر ومجموعة الموردين النوويين. تقدمت حكومة انتقالية بقيادة اتحاد القوات الديمقراطية بطلب للحصول على عضوية كاملة في الناتو في مارس 1997، بعد فترة من المراوغة في ظل حكومة اشتراكية، وتحقق ذلك في أبريل 2004.
وقعت بلغاريا والولايات المتحدة اتفاقية تعاون دفاعي في عام 2006 تنص على إنشاء قواعد عسكرية ومعسكرات تدريب للجيش الأمريكي في بلغاريا كجزء من خطة إعادة الهيكلة التي وضعها البنتاغون.
أسفرت قضية الإيدز الليبية عن إطلاق سراح ممرضات بلغاريات سجنتهن حكومة معمر القذافي في ليبيا. أمّن الرئيس الفرنسي نيكولا ساركوزي الإفراج مقابل عدة صفقات تجارية.
زعمت تقارير إعلامية في يونيو 2010 أن بلغاريا تدرس إغلاق 30 بعثة من بعثاتها الدبلوماسية في الخارج. يوجد في بلغاريا حاليًا 83 سفارة، و6 تمثيلات دائمة، و20 مكتب قنصلي، ومكتبين دبلوماسيين. أيد رئيس الوزراء بويكو بوريسوف عمليات الإغلاق المقترحة، ووصف بعض سفارات بلغاريا بأنها عديمة الفائدة. أعلن وزير الخارجية البلغاري نيكولاي ملادينوف رسميًا في نوفمبر 2010 أن فريقه يقترح إغلاق سبع سفارات كجزء من خطة لإعادة الهيكلة وإجراءات التقشف؛ إذ كان من المرجح أن تغلق بلغاريا بعثاتها الدبلوماسية في السودان، وأنغولا، وزيمبابوي، وكمبوديا، وتايلاند، والمكسيك، وتونس نتيجة لذلك في عام 2011. تقول الوزارة إن الاختيار يستند إلى تحليل مالي تدقيقي، وضرورة تحسين السلك الدبلوماسي، وسيُخفّض بذلك عدد موظفي السلك الدبلوماسي البلغاري بمقدار 15 شخصًا في المجموع.
قررت إدارة بوريسوف في مارس 2012 وقف خططها لبناء محطة بيلين النووية بالقرب من نهر الدانوب بمساعدة روس آتوم وأتومستروي. اعتمدت بلغاريا في ذلك الوقت على روسيا للحصول على 89% من البنزين، و100% من الغاز الطبيعي، وكل الوقود النووي اللازم لمحطة كوزلودوي النووية ذات المفاعلين المزدوجين. حكمت محكمة التحكيم الدولية في غرفة التجارة الدولية في جنيف ضد بلغاريا في الدعوى القضائية المتسلسلة.
علقت بلغاريا حصتها التي تبلغ 930 كم من مشروع خط أنابيب الغاز الطبيعي ساوث ستريم مع شركة غازبروم في أغسطس 2014 حتى يتوافق المشروع مع قانون الاتحاد الأوروبي. سيستفيد نظام نقل الغاز الطبيعي في أوكرانيا وشركة نفتوغاز في حالة التخلف عن تنفيذ هذا المشروع. كان من المقرر ضخ الغاز إلى ميناء فارنا على البحر الأسود قبل أن يُنقل برًا عبر الحدود الصربية والشمال الشرقي من هناك إلى هنغاريا وسلوفينيا والنمسا.
سُمِّم تاجر أسلحة بلغاري يُدعى إميليان غيبريف (مع ابنه وإحدى الموظفين) في صوفيا في ربيع عام 2015 باستخدام مادة يُعتقد أنها غاز الأعصاب نوفيتشوك. اتُّهِم ثلاثة مواطنين روس غيابيًا بذلك في عام 2020. عُرِف واحد من الثلاثة باسم سيرجي فيدوتوف، وهو الاسم المستعار لدينيس سيرغيف (ضابط في مديرية المخابرات الرئيسية الروسية).
بوخارست ناين (أو تنسيق بي 9)، هي منظمة تأسست في 4 نوفمبر 2015 في بوخارست برومانيا بمبادرة من رئيس رومانيا كلاوس يوهانيس ورئيس بولندا أندريه دودا خلال اجتماع ثنائي بينهما. تضم المنظمة بلغاريا، وجمهورية التشيك، وإستونيا، والمجر، ولاتفيا، وليتوانيا، وبولندا، ورومانيا، وسلوفاكيا. كان ظهورها بشكل أساسي نتيجة لموقف عدواني من روسيا بعد ضم شبه جزيرة القرم من أوكرانيا وتدخلها اللاحق في شرق أوكرانيا في عام 2014. كان جميع أعضاء بي 9 إما جزءًا من الاتحاد السوفيتي السابق (اتحاد الجمهوريات الاشتراكية السوفياتية) أو الاتحاد السوفيتي بقيادة حلف وارسو. أدى الفساد المنتشر مؤخرًا في يونيو 2019 إلى الرفض المتكرر لمحاولات بلغاريا في الانضمام إلى منطقة شنغن.
خرقت بلغاريا اتفاقية الصداقة التي ستساعد مقدونيا في انضمامها إلى الاتحاد الأوروبي؛ وذلك بعد دخول اتفاق بريسبا بين مقدونيا واليونان حيز التنفيذ في عام 2018؛ واستخدمت حق النقض ضد بدء محادثات انضمام مقدونيا إلى الاتحاد الأوروبي بدلًا من ذلك. فرضت بلغاريا حينها مطالب على مقدونيا وصفها بعض المراقبين المقدونيين بأنها «معيبة». تضمنت تلك المطالب «اعتراف» المقدونيين بأن أجدادهم كانوا بلغاريين وإن لغتهم الحقيقية البلغارية، وذلك في حال رغبتهم في مواصلة طريقهم إلى الاتحاد الأوروبي.
تصنع بلغاريا أنواعًا عديدة من الذخيرة التابعة للحقبة السوفيتية، والصواريخ المضادة للدبابات، والأسلحة الخفيفة، فتملك نتيجة لذلك علاقات تجارية واسعة مع الدول السوفيتية الأخرى المستعادة.
بدا أن مشروع خط أنابيب الغاز الطبيعي ترك ستريم يثير اهتمام عدد لا بأس به من الصحفيين. اتجه مشروع الهبوط الأوروبي في بلغاريا، فبدأت ترك ستريم شحن الغاز إلى بلغاريا واليونان ومقدونيا الشمالية في 1 يناير 2020 بعد التدخل الشخصي لفلاديمير بوتين. نشر أحد الصحفيين مقالته تحت عنوان «كيف أعطت بلغاريا غازبروم مفاتيح البلقان».
طُرد خمسة دبلوماسيين روس والملحق العسكري الروسي في عام 2020 بعد تورطهم في التجسس. طُرِد ثمانية دبلوماسيين روس إلى جانب الاثنين المطرودين بسبب فضيحة إلييف على مدى 18 شهرًا حتى أبريل 2021.
أدخل رئيس الوزراء كيريل بيتكوف محرمًا سياسيًا على استخدام الروايات الروسية، بما في ذلك تسمية «العملية الخاصة» التي يفضلها فلاديمير بوتين. يجب على أولئك الذين يعتقدون خلاف ذلك تحمل مسؤولية سياسية كبيرة، مثل وزير الدفاع البلغاري ستيفان يانيف الذي كان أول من عوقب. سمح يانيف لنفسه الإعلان بأن هذه ليست «حربًا» في أوكرانيا ولكنها «عملية عسكرية»، وذلك على غرار بوتين. أقال بيتكوف الوزير في 1 مارس، أي بعد أسبوع فقط من بدء الغزو الروسي لأوكرانيا.
استدعى بيتكوف سفيره في روسيا، وذلك بعد أن تصرفت السفيرة الروسية في بلغاريا إليونورا ميتروفانوفا بشكل سيئ للغاية في أعقاب الغزو الروسي لأوكرانيا.
أعلن رئيس شركة بولغاراز، إيفان توبتشيسكي، في 7 مايو 2022 أن بلغاريا ستكون قادرة على التغلب على اعتمادها على المورد الروسي غازبروم بحلول نهاية عام 2022، ولكن صوفيا رفضت ذلك. تبين أن بلغاريا كانت واحدة من دولتي الاتحاد الأوروبي اللتين قطعت روسيا عنهما إمدادات الغاز؛ مما استلزم تعاونًا عاجلًا من مفوضة الاتحاد الأوروبي أورسولا فون دير لاين.
تعاطف بيتكوف مع طلبات فولوديمير زيلينسكي المتكررة في أوائل عام 2022 للمساعدة العسكرية خلال معركة بلاده ضد الروس؛ ولكنه واجه رفض شريكه في التحالف الحزب الاشتراكي البلغاري (الذي خلف الحزب الشيوعي البلغاري في الحقبة السوفيتية) وقائدتهم كورنيليا نينوفا. وافق البرلمان في 4 مايو على استمرار إصلاح المعدات العسكرية الأوكرانية التالفة، وأعلن استمراره في دعم عضوية أوكرانيا في الاتحاد الأوروبي، وكذلك للاجئين الأوكرانيين من الحرب، والذين بلغ عددهم أكثر من 56 ألف شخصًا في 7 يونيو. أشار بيتكوف إلى تبني بلغاريا جميع العقوبات المفروضة على روسيا، وأنه سيسمح باستخدام ميناء فارنا لنقل البضائع التي حوصِرت بسبب الحصار الروسي لأوديسا.